# Takesure Chinyama
Takesure Chinyama, né le 30 septembre 1982 à Harare, est un footballeur professionnel zimbabwéen. Il occupe le poste d'attaquant et n'est actuellement lié à aucun club.

## Biographie

### Son parcours au Zimbabwe
Takesure Chinyama débute avec la sélection zimbabwéenne en 2005.

### Évolue cinq années en Pologne, et passe du meilleur au pire
À l'automne 2006, Chinyama, alors au Monomotapa United, effectue un essai avec le Legia Varsovie, qui décide finalement de ne pas le conserver. Mais le Zimbabwéen reste tout de même en Pologne et rejoint le Dyskobolia Grodzisk Wielkopolski. Dans un championnat inconnu, il tire son épingle du jeu en inscrivant six buts toutes compétitions confondues et en remportant son premier trophée. À l'été 2007, le joueur revoit une nouvelle fois Varsovie, mais cette fois-ci en tant que joueur du club. Il peut s'appuyer sur son compatriote Dickson Choto, présent au Legia depuis 2003.
C'est dans la capitale que le Zimbabwéen explose, jouant quasiment tous les matches de son équipe lors de la première saison. Il se montre très réaliste devant et se place à la quatrième place du classement des buteurs en ayant inscrit quinze buts. Sur sa lancée, il fait encore mieux la saison suivante en devenant le premier non-européen à s'installer sur la première marche des buteurs. Auteur de vingt-et-un buts toutes compétitions confondues, il est l'un des moteurs du Legia, qui parvient à s'installer sur la deuxième place au classement général.
Malheureusement pour lui et son club, une grave blessure au genou le prive de la majeure partie de saison suivante. Chinyama ne parvient pas ensuite à revenir à son meilleur niveau, et ne joue que dix-neuf matches en deux ans. Son contrat arrivant à son terme, le Legia décide de ne pas le prolonger.

## Palmarès
- Vainqueur de la Coupe de Pologne : 2007, 2008
- Vainqueur de la Supercoupe de Pologne : 2008
- Vice-champion de Pologne : 2009
- Meilleur buteur du championnat polonais : 2009 (19 buts)